# Stephen Baldwin
Stephen Andrew Baldwin (sinh ngày 12 tháng 5 năm 1966)  là một diễn viên, nhà sản xuất, đạo diễn, tác giả và nhà hoạt động chính trị bảo thủ người Mỹ. Anh đã xuất hiện trong các bộ phim Born on the Fourth of July (1989), Posse (1993), 8 Seconds (1994), Threesome (1994), The Usual Suspects (1995), Bio-Dome (1996) và The Flintstones in Viva Rock Vegas (2000). Anh cũng tham gia bộ phim truyền hình The Young Riders (1989, 92), và như chính anh trong chương trình thực tế cho thấy Celebrity Big Brother 7 (Anh) và The Celebrity Apprentice. Năm 2004, ông đạo diễn Livin 'It, một DVD trượt ván có chủ đề Kitô giáo.

## Đầu đời
Baldwin sinh ra ở Massapequa, New York, là con trai út của Carol Newcomb (nhũ danh Martineau) và Alexander Rae Baldwin, Jr., một giáo viên nghiên cứu xã hội trung học và huấn luyện viên bóng đá. Các anh trai của Baldwin là các diễn viên Alec, Daniel và William, được gọi chung là " anh em nhà Balwin ". Ông được nuôi dưỡng trong đức tin Công giáo. Ở trường trung học, Baldwin tham gia vào đội đấu vật varsity, cùng với William. Baldwin có hai chị em, Elizabeth Keuchler và Jane Sasso. Baldwin tham dự Học viện Nghệ thuật Sân khấu Hoa Kỳ.